# Хусейн Тогрул-Карахан
Хусейн Тогрул-Карахан (д/н — 1156) — 1-й каган Східнокараханідського ханства в Узгені 1141—1156 роках.

## Життєпис
Походив з гасанідської гілки династії Караханідів. За різними відомостями онук Гаруна Богра-хана II або Махмуда Тогрул-Карахана. Син Гасан-тегіна, правителя Узгена і Фергани. 1132 року післясмерті батька успадкувавтитул тегіна (халежного правителя) з Узгеном. Прийняв титул кадир-хана.
У 1137—1140 роках брав участь у боротьбі з киданями на чолі із Єлу Даші, але зазнав поразки. 1141 року вслід за своєю перемогою в битві на Катаванській рівнині проти коаліції Сельджукидів і Караханідів, Єлу Даші оголосив Хусейна самостійним володарем з титулом тогрул-карахан, завдяки чому Східнокараханідську державу було послаблено.
Зберігав вірність Єлу Даші, беручи участь в його походах. Водночас до самої смерті вів боротьбу з Ібрагімом II Богра-ханом, каганом Східно-Караханідського ханства в Кашгарі. Прийняв почесне ім'я Джалал ад-Дун'я ва-д-Дін.
Помер Хусейн Тогрул-Карахан 1156 року. Йому спадкував син Махмуд Тоган-хан.